# Ceratophyus mesasiaticus
Ceratophyus mesasiaticus es una especie de coleóptero de la familia Geotrupidae.

## Distribución geográfica
Habita en Asia Central.
Es un escarabajo de gran tamaño y color negro